# Thaumetopoea insignipennis
Thaumetopoea insignipennis är en fjärilsart som beskrevs av Embrik Strand 1911. Thaumetopoea insignipennis ingår i släktet Thaumetopoea och familjen tandspinnare. Inga underarter finns listade i Catalogue of Life.